# Adeloneivaia pacifica
Adeloneivaia pacifica är en fjärilsart som beskrevs av William Schaus 1911. Adeloneivaia pacifica ingår i släktet Adeloneivaia och familjen påfågelsspinnare. Inga underarter finns listade i Catalogue of Life.